# Disastro del Moby Prince
Il disastro del Moby Prince è stato un sinistro marittimo avvenuto la sera del 10 aprile 1991, quando il traghetto Moby Prince, di proprietà della Nav.Ar.Ma., entrò in collisione con la petroliera Agip Abruzzo nella rada del porto di Livorno.
In seguito all'urto si sviluppò un vasto incendio, alimentato dal petrolio fuoriuscito dalla petroliera, che avvolse il traghetto e causò la morte di tutte le 140 persone che, tra passeggeri ed equipaggio, si trovavano a bordo; l'unico sopravvissuto fu il giovane mozzo napoletano Alessio Bertrand. Non è mai stato possibile stabilire esattamente quanto greggio sia stato versato sul Moby; secondo l'ing. Del Bene, nominato come consulente di parte civile nel processo, si trattò di una quantità compresa tra le 100 e le 300 tonnellate.
Il 28 maggio 1998 la nave, rimasta ormeggiata nel porto di Livorno e posta sotto sequestro probatorio, affondò; fu poi recuperata e avviata alla demolizione in Turchia. Solo nel gennaio 2018 è stata pubblicata la relazione finale della Commissione parlamentare d'inchiesta su quella che è stata, in termini di perdita di vite umane, la più grave tragedia che abbia colpito la Marina mercantile italiana dal secondo dopoguerra.

## Cronologia dell'accaduto

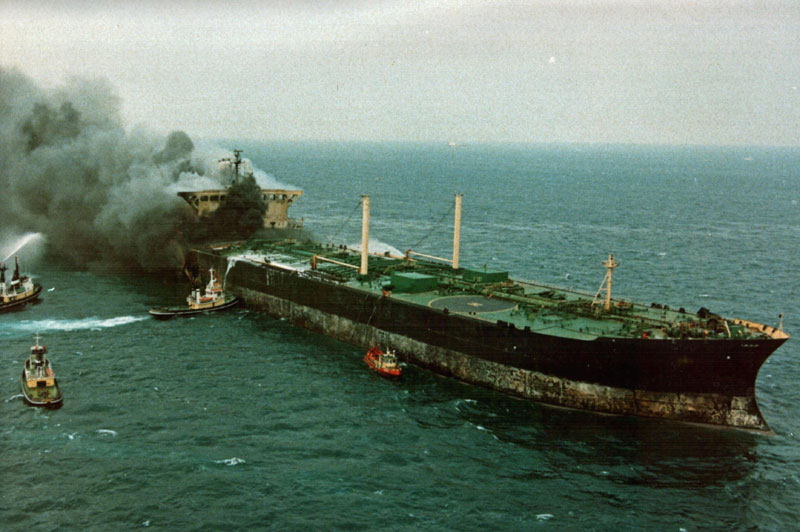
L'Agip Abruzzo dopo la collisione

Il Moby Prince carbonizzato dopo lo scontro

Alle ore 22:03 di mercoledì 10 aprile 1991, la motonave Moby Prince, costruita nel 1967 con il nome Koningin Juliana ed acquistata e rinominata dalla Nav.Ar.Ma. nel 1986, di 131 metri di lunghezza e poco meno di 6.700 tonnellate di stazza lorda, mollò gli ormeggi dal porto di Livorno per una traversata di linea in direzione di Olbia. A bordo erano presenti 75 passeggeri e l'intero equipaggio, formato da 65 persone agli ordini del comandante Ugo Chessa, 55 anni.
La nave non era particolarmente affollata, trattandosi di un periodo dell'anno a bassa frequentazione turistica. Durante la percorrenza del cono di uscita del porto, il traghetto colpì con la prua la petroliera Agip Abruzzo, penetrando all'interno della cisterna numero 7, contenente asseritamente circa 2700 tonnellate di petrolio Iranian Light.
Alle ore 22:25, il marconista di bordo lanciò il Mayday dal VHF portatile e non dalla postazione radio, dato che, come stabilito anche dal punto in cui fu ritrovato il cadavere, al momento dell'impatto non si trovava in sala radio.
Parte del petrolio che fuoriuscì dalla Agip Abruzzo si riversò in mare, il resto invece investì in pieno la prua del traghetto. A causa delle scintille e del calore prodotti dallo sfregamento delle lamiere delle due navi al momento dell'impatto, il petrolio prese rapidamente fuoco e le fiamme circondarono e incendiarono velocemente il traghetto. Il gigantesco incendio, sprigionatosi all'esterno della nave, probabilmente penetrò all'interno del traghetto a causa della rottura di due coperchi che separavano la coperta prodiera dal garage superiore (probabilmente fino al locale eliche di prua).
L'incendio non si propagò subito a tutta la nave, in quanto il Moby Prince era provvisto di paratie tagliafuoco per impedire la propagazione delle fiamme. I soccorsi partirono in mare solo dopo le ripetute richieste di aiuto da parte dell'Agip Abruzzo. Lo scafo in fiamme del Moby Prince non venne individuato fino alle ore 23:35.
Il Moby Prince una volta allontanatosi dalla petroliera, disincagliandosi tramite una manovra a marcia indietro, iniziò a descrivere una traiettoria circolare con gli apparati motore inseriti. Il traghetto venne anche raggiunto da piccole navi, le quali faticavano a tenere dietro al traghetto a causa della velocità di crociera dello stesso, superiore alle possibilità dei natanti più piccoli.

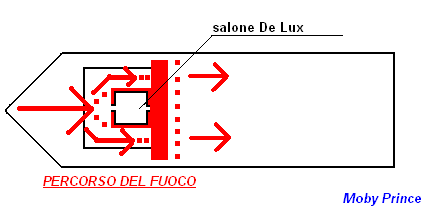
Percorso del fuoco sul traghetto, con al centro la zona del salone De Luxe

Si appurò, in seguito, che l'equipaggio fece sistemare, in attesa dei soccorsi (attesi in brevissimo tempo, vista la vicinanza delle banchine del porto), gran parte dei passeggeri nel salone De Luxe, posto a prua della nave e dotato di pareti e porte tagliafuoco, dove furono ritrovate la maggior parte delle vittime. Le fiamme provenivano appunto dalla parte anteriore della nave e, raggiunto il salone, lo aggirarono, passando intorno ad esso ed infiammando tutti gli arredi e le strutture circostanti al suo perimetro. In questo modo il salone De Luxe, che si stima essere stato raggiunto dalle fiamme dopo almeno mezz'ora dall'inizio dei fatti, non prese fuoco, ma si trovò esattamente al centro dell'incendio; quando l'equipaggio si accorse del ritardo dei soccorsi, non fu più possibile far uscire le persone dal salone.
Gli esami tossicologici rilevarono inoltre un elevatissimo tasso di monossido di carbonio nel sangue delle vittime, sintomo del fatto che non tutti morirono poco dopo lo scoppio dell'incendio, ma alcuni sopravvissero anche per ore (anche in stato di incoscienza).
Un fattore che ha contribuito in maniera importante alla mortalità sul traghetto fu di sicuro il fumo nero e denso originato dalla combustione del petrolio e dei materiali plastici, e in misura minore i gas prodotti dall'evaporazione del petrolio che, concentrati in ambienti ridotti come quelli di un traghetto, hanno aumentato il loro potere soffocante.
Ad aggravare la situazione contribuì anche il sistema di aria condizionata e di ventilazione forzata del traghetto, che imprudentemente non fu mai disattivato durante tutto l'evolversi dell'incendio (fu trovato ancora in funzione il giorno dopo l'incidente) e distribuì il fumo e i gas tossici anche negli ambienti della nave non direttamente interessati dall'incendio.
Tredici salme (tutte, con una eccezione, di membri dell'equipaggio) vennero rinvenute sul ponte imbarcazioni, otto nell'area scoperta di poppa (ponte sole), due nell'atrio per l'abbandono nave di prua (nei pressi della plancia; una delle due era quella del comandante Chessa), una nell'atrio tra il ristorante e la discoteca Moby Club e due nelle cucine.
La maggior parte delle vittime fu ritrovata nel ponte di coperta. La salma di un membro dell'equipaggio fu rinvenuta nel corridoio che dalle cabine di II classe portava sul ponte scoperto di poppa, altre tre (tutte di membri dell'equipaggio) sulle scale che portavano al garage, 30 (9 passeggeri e 21 membri dell'equipaggio) nella zona cabine di II classe (principalmente nei corridoi, tranne i resti di 6 persone trovati in un locale adiacente adibito a bar/ripostiglio), 28 (21 passeggeri e 7 membri dell'equipaggio) nel vestibolo per l'abbandono nave (l'atrio tra la zona cabine di II classe e il salone De Luxe), 60 nel salone De Luxe (43 passeggeri e 17 membri dell'equipaggio) e due, un passeggero e un motorista, in un bagno a destra del vestibolo per l'abbandono nave.
I corpi di un motorista e di un passeggero vennero invece trovati in sala macchine, mentre quello di un altro motorista fu trovato negli alloggi dell'equipaggio, vicino a una manichetta antincendio. Un'unica salma venne ritrovata in mare, quella del barista Francesco Esposito, unica vittima deceduta per annegamento.
I familiari delle vittime si sono costituiti in due associazioni. La prima, denominata "140", è presieduta da Loris Rispoli, il quale, nel rogo del traghetto, ha perso la sorella. Tale associazione raccoglie la maggioranza dei familiari. La seconda, quella più recente, denominata "10 aprile", è stata presieduta da Angelo Chessa, figlio del comandante Ugo, scomparso il 12 giugno 2022. Entrambe le associazioni continuano ad impegnarsi, coinvolgendo attivamente le istituzioni, allo scopo di scoprire la verità ed ottenere chiarezza e giustizia su questo terribile avvenimento.

## Dinamiche accertate in sede giudiziaria

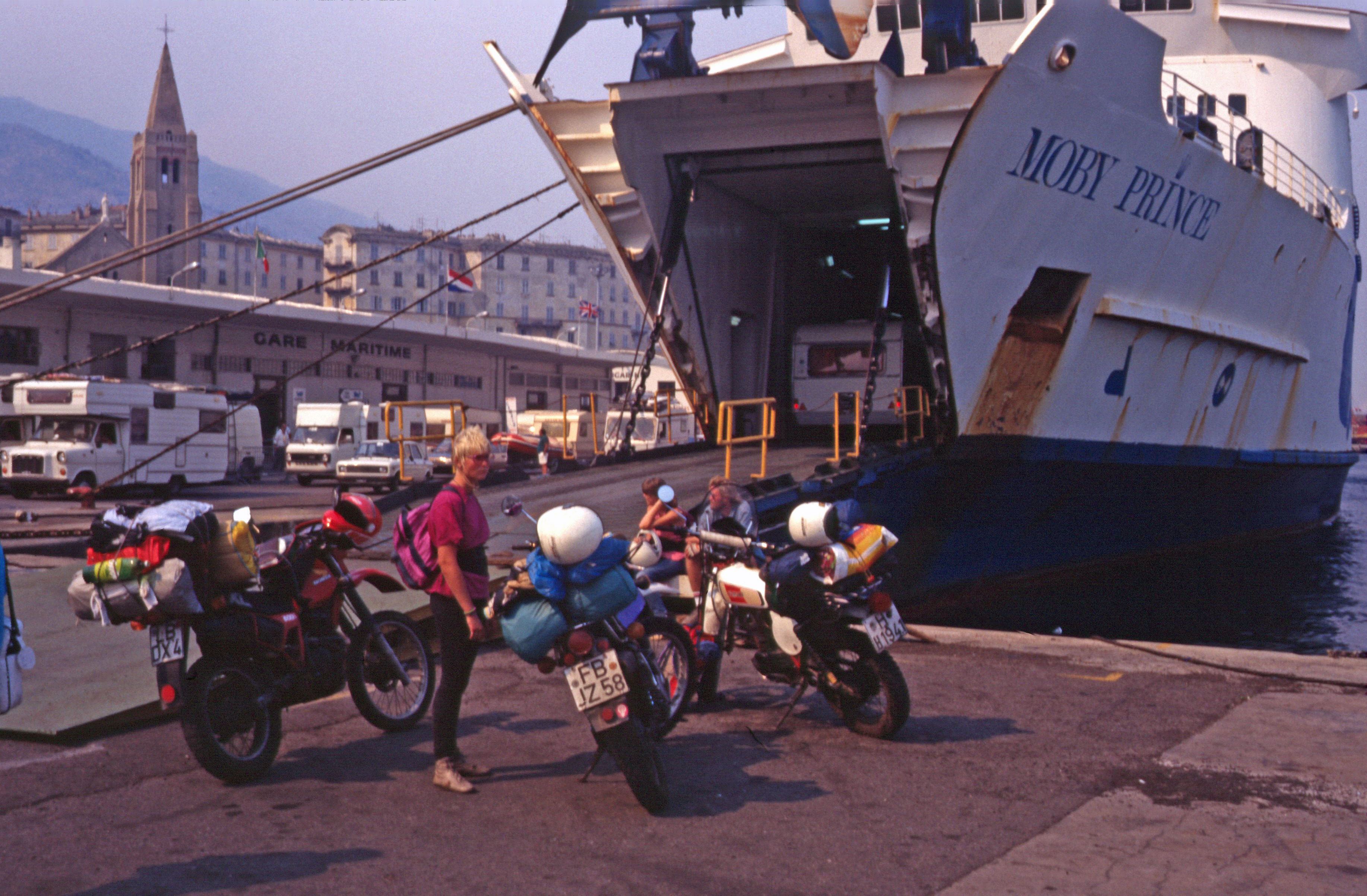
Il traghetto Moby Prince nel porto di Bastia, in Corsica, nell'agosto 1987, poco meno di quattro anni prima della tragedia

### L'errore umano
Un aspetto più volte indicato sia dai media che dalle indagini come possibile causa dello scontro fu quello dell'errore umano da parte dell'equipaggio del traghetto: tutte le commissioni d'inchiesta e tutti i processi, fino all'ultima archiviazione disposta dalla Procura di Livorno nel 2010, censurano il comportamento della plancia del traghetto, comandata da Ugo Chessa, defunto anch'egli nella tragedia. L'imprudenza del comandante Chessa, secondo i giudici, non ha certo determinato direttamente la tragedia nei suoi mortali sviluppi, ma non ha neppure contribuito ad evitarla.
Tra le accuse rivolte all'equipaggio del Moby Prince si elencano: il malfunzionamento di alcuni apparati di sicurezza a bordo della nave; l'aver fatto scendere prima del dovuto il pilota del porto Federico Sgherri; la mancata dovuta attenzione nelle procedure di uscita dal porto; la velocità troppo elevata in fase di uscita; l'aver lasciato aperto il portellone prodiero di seconda difesa del traghetto in fase di navigazione.
Tra le cause della disattenzione è stato indicato più volte erroneamente, anche dagli organi di stampa dell'epoca, il fatto che l'equipaggio potesse essere distratto in quanto impegnato ad assistere ad una partita di calcio, per la precisione la gara di andata della semifinale di Coppa delle Coppe tra la Juventus e il Barcellona. Questa ipotesi è stata però decisamente respinta dalla testimonianza del superstite Bertrand, il quale, durante vari interrogatori, ha più volte dichiarato di aver personalmente portato alcuni panini sul Ponte di Comando e di aver visto in tutte queste occasioni che l'equipaggio stava regolarmente svolgendo tutte le operazioni di gestione del traghetto.

### Presunti problemi tecnici e sistemi antincendio disattivati
La presunta avaria al timone di navigazione è stata smentita dalle perizie richieste dal tribunale di Livorno.
È stato invece appurato in sede giudiziaria che, la sera del 10 aprile 1991, il Moby Prince aveva gli impianti sprinkler non in funzione e gli altri sistemi antincendio impostati per l'attivazione manuale. Della questione si è occupato il Tribunale di Livorno nel processo di primo grado, conferendo ai periti uno specifico quesito. Tale questione infatti risultava cruciale per determinare se i soccorsi fossero stati tempestivi e adeguati, considerato che il mancato funzionamento dell'impianto antincendio poteva determinare una sostanziale riduzione del tempo di sopravvivenza delle vittime.
L'impianto sprinkler è il sistema antincendio di cui le navi devono essere obbligatoriamente dotate secondo le normative nazionali e internazionali: esso deve entrare automaticamente in funzione al superamento della soglia della temperatura critica (74 °C). È dato acquisito dagli accertamenti tecnici (in particolare dalla perizia dibattimentale) che l'intero impianto sprinkler del traghetto non è mai entrato in funzione in nessuna delle sue parti durante l'incendio. È stato accertato che le valvole manuali di comando dell'impianto degli spruzzatori, poste nell'apposito vano di comando del piano garage, erano in posizione di chiusura, così come la valvola di presa a mare dell'impianto sprinkler, e che l'elettropompa era in posizione di comando manuale e non automatico.
Si pensa che, poiché l'impianto splinker dopo aver utilizzato acqua dolce avrebbe pescato l'acqua del mare, fosse stato disattivato per evitare che pescasse acqua e petrolio, il quale avrebbe ulteriormente propagato l'incendio.

## Aspetti dibattuti

### La presenza della nebbia
Tra le cause del disastro descritte dai media, è stato attribuito un ruolo significativo alla nebbia che quella sera, secondo alcuni, gravava sulla zona. I magistrati si sono espressi in favore del cosiddetto fenomeno della nebbia da avvezione, che può provocare la formazione repentina di banchi, anche molto fitti e localizzati, a causa della discesa di aria calda e umida sulla superficie fredda del mare. Il banco di nebbia sarebbe quindi calato all'improvviso sul tratto di mare circostante all'Agip Abruzzo, impedendo al Moby Prince di vedere correttamente la petroliera. La testimonianza dell'unico sopravvissuto nel corso del processo di I grado viene assunta, unitamente al parere della maggior parte dei consulenti tecnici, dai giudici del Tribunale di Livorno, che scrivono:
Secondo Angelo e Luchino Chessa, figli del comandante Ugo, costituitisi in associazione, esistono tuttavia molti elementi che fanno dubitare sull'effettiva presenza di condizioni di scarsa visibilità. In un filmato amatoriale trasmesso dal TG1 all'epoca dei fatti, sembra evidente che la visibilità nel porto fosse quantomeno buona.
L'ipotesi della nebbia è stata smentita anche da varie testimonianze, tra cui quella rilasciata in tribunale dal capitano della Guardia di Finanza Cesare Gentile, il quale si trovava a capo di una motovedetta dei soccorritori uscita dal porto di Livorno intorno alle 22:35 ed ha dichiarato che "in quel momento c'era bellissimo tempo, il mare calmissimo e una visibilità meravigliosa".

### La posizione dell'Agip Abruzzo
Sulla posizione della Agip Abruzzo al momento dell'incidente esistono delle controversie. Il comandante della nave dichiarò, subito dopo l'incidente, di essere orientato con la prua rivolta a sud, ma successivamente ritratterà questa affermazione.
La nave apparve effettivamente rivolta a sud nelle ore successive alla collisione, tesi avvalorata da un video emerso nei mesi successivi all'incidente.
Non fu mai chiarito il punto cruciale, ovvero se la petroliera era autorizzata ad essere dove era e fu il traghetto passeggeri a sbagliare rotta ed a sbatterle contro, o se viceversa il traghetto stava muovendosi sul suo percorso regolare e fu la petroliera a trovarsi erroneamente all'interno del cono. È da sottolineare che, nella sentenza di primo grado del 31 ottobre 1998, la posizione attribuita alla petroliera è 43°29,8' NORD e 10°15,3' EST. Questa posizione è stata ricavata dalle comunicazioni radio registrate dal canale 16 VHF, quello riservato ai messaggi di emergenza, ed è stata trasmessa direttamente dal comandante dell'Agip Abruzzo Renato Superina nei minuti successivi alla collisione. Andando a riportare tale posizione su una carta nautica, è facile notare come essa rientri senza alcun dubbio all'interno del triangolo della zona percorsa dalle imbarcazioni in uscita dal porto, nella quale era proibito alle altre imbarcazioni restare alla fonda o pescare.

### Il ritardo nei soccorsi
I soccorsi tardarono in maniera decisiva negli interventi di salvataggio dei passeggeri del Moby Prince, anche perché in un primo momento tutti i mezzi di soccorso partiti dal porto di Livorno si concentrarono sull'Agip Abruzzo (che venne raggiunta intorno alle 23:00 e sulla quale nessun membro dell'equipaggio perse la vita). Il Mayday del Moby Prince giunse via radio debolissimo e disturbato, risultando di difficile comprensione, in quanto, come già detto, venne trasmesso da un'apparecchiatura portatile e non dalla sala radio della nave, ed a causa di un improvviso calo di volume nelle comunicazioni tra la nave e la Capitaneria di porto.
(Marconista del Moby Prince dopo l'impatto)
Il comandante dell'Agip Abruzzo Renato Superina, in una comunicazione via radio ai soccorritori alle 22:36, dimostrò di non aver capito con che imbarcazione la sua nave fosse entrata in collisione, in quanto fece riferimento ad una bettolina (una imbarcazione molto più piccola usata prevalentemente nei porti) e non ad un traghetto passeggeri, urlando ai soccorritori di recarsi con urgenza verso l'Agip Abruzzo e, soprattutto, di "non scambiare loro per noi".
Tale indicazione venne ripetuta dall'ufficiale addetto alle comunicazioni radio della petroliera:
(ufficiale Rt Agip Abruzzo dopo l'impatto)
I primi a raggiungere il Moby Prince verso le 23:35 furono due ormeggiatori su una piccola imbarcazione, Mauro Valli e Walter Mattei, i quali raccolsero anche l'unico superstite, il mozzo napoletano Alessio Bertrand, 23 anni, che si salvò rimanendo attaccato al parapetto della poppa, evitando l'incendio, per poi lanciarsi in mare.
Gli ormeggiatori, dopo aver recuperato Bertrand, continuarono a seguire il traghetto, nella speranza che qualche altro superstite si lanciasse in mare. Successivamente il naufrago venne preso a bordo e condotto a terra dalla motovedetta della Capitaneria di porto CP 232, comandata da Giancarlo Faiella.
In seguito rimorchiatori e mezzi dei Vigili del Fuoco cercarono di raffreddare le lamiere del Moby con potenti getti d'acqua. Alle 3:30 circa un marinaio della ditta di rimorchio Fratelli Neri riuscì a salire sul traghetto per il tempo necessario ad agganciare un cavo di traino. Fu in assoluto il primo soccorritore a salire sulla nave dopo la tragedia. Dopo di lui, la nave verrà di nuovo visitata dai soccorritori soltanto a mattina inoltrata, una volta spento l'incendio.

### L'episodio del cadavere sul ponte
In un filmato girato da un elicottero dei Carabinieri la mattina presto dell'11 aprile si vede chiaramente un cadavere disteso sulla schiena a poppa, sulle lamiere bruciate. Al momento delle riprese aeree del cadavere, si poté notare chiaramente come l'uomo non fosse carbonizzato, ma, al contrario, il cadavere fosse stranamente integro per trovarsi sul ponte distrutto dalle fiamme. All'ingresso nel porto di Livorno, nei video girati dai Vigili del fuoco lo stesso uomo risulta completamente bruciato, avvalorando così l'ipotesi secondo cui molti dei passeggeri non morirono bruciati, ma a causa del monossido di carbonio sprigionato dall'incendio.
L'ipotesi, smentita in fase processuale da alcune perizie, ma accettata da altre, è quella che il passeggero, sopravvissuto durante la notte all'incendio e ai fumi tossici, sia uscito alle prime luci dell'alba per raggiungere i soccorritori e a causa dell'enorme calore ancora sprigionato dalle lamiere del ponte, sia morto successivamente.
La tesi che sostiene che il rogo non sarebbe stato così devastante da uccidere tutti in poche decine di minuti, che alcuni passeggeri abbiano resistito a lungo all'interno del traghetto e che all'interno dello stesso, almeno in alcune zone, le temperature non fossero eccessivamente elevate, parve trovare conferma quando, nel settembre del 1992, venne trasmesso dai telegiornali un video amatoriale girato da un passeggero nei minuti precedenti lo scontro. Il fatto che il nastro del filmato, trovato in una borsa nel salone De Luxe, abbia resistito integro, dimostrerebbe che il fuoco, almeno in quella zona della nave, non avrebbe provocato temperature tali da fondere anche la plastica.

## Commissioni di inchiesta, processi e condanne

### Il processo di I grado (Livorno)
Immediatamente dopo la collisione, la Procura di Livorno apre un fascicolo per omissione di soccorso e omicidio colposo; le indagini, coordinate dal procuratore capo Antonino Costanzo, furono assegnate prima a Luigi De Franco e poi a Carlo Cardi, che sostenne l'accusa in giudizio.
Il processo di primo grado inizia il 29 novembre 1995. Gli imputati sono 4: il terzo ufficiale di coperta dell'Agip Abruzzo Valentino Rolla, accusato di omicidio colposo plurimo e incendio colposo; Angelo Cedro, comandante in seconda della Capitaneria di Porto e l'ufficiale di guardia Lorenzo Checcacci, accusati di omicidio colposo plurimo per non avere attivato i soccorsi con tempestività; Gianluigi Spartano, marinaio di leva, imputato per omicidio colposo per non aver trasmesso la richiesta di soccorso.
In istruttoria, il giudice per le indagini preliminari Roberto Urgese decide di archiviare le posizioni dell'armatore di Navarma, Achille Onorato, e del comandante dell'Agip Abruzzo, Renato Superina.
Il processo, pieno di momenti di tensione, si conclude due anni dopo: la sentenza viene pronunciata nella notte tra il 31 ottobre e il 1º novembre 1997. In un'aula piena di polizia e carabinieri, chiamati dal tribunale per la tutela dell'ordine pubblico, il presidente Germano Lamberti (nel 2009 condannato a 3 anni per corruzione in atti giudiziari in una vicenda di illeciti edilizi) lesse il dispositivo della sentenza con cui furono assolti tutti gli imputati perché «il fatto non sussiste». La sentenza verrà però parzialmente riformata in appello: la terza sezione penale della Corte d'Appello di Firenze dichiara il non doversi procedere per intervenuta prescrizione del reato.
Nel 2013, susciterà ampia eco la condanna dell'allora presidente del collegio, Lamberti, a 4 anni e 9 mesi di reclusione per corruzione in atti giudiziari, in ordine ad alcune vicende legate alla commissione di illeciti ambientali all'isola d'Elba (Cass. pen., sez II, n. 7793/2013, CED).

### Il processo di II grado (Firenze)
Il 5 febbraio 1999 la III Sezione della Corte d'Appello di Firenze dichiara di "non doversi procedere nei confronti del Rolla in ordine ai reati ascrittigli perché estinti per intervenuta prescrizione". I giudici di Firenze aggiungono tuttavia in sentenza "(...) non si può non rilevare, che l'inchiesta sommaria della Capitaneria, che per alcuni versi è la più importante perché interviene nell'immediatezza del fatto ed è in qualche modo in grado di indirizzare i successivi accertamenti e di influire sulle stesse indagini penali, può essere condotta da alcuni dei possibili responsabili del disastro".

### Il processo parallelo contro le manomissioni a bordo (pretore di Firenze)
Contemporaneamente al processo principale, nell'allora pretura vennero giudicate due posizioni stralciate: quella del nostromo Ciro Di Lauro, che si autoaccusò della manomissione, sulla carcassa del traghetto, di un pezzo del timone, e quella del tecnico alle manutenzioni di Navarma, Pasquale D'Orsi, chiamato in causa da Di Lauro. I due erano accusati di frode processuale, per aver modificato le condizioni del luogo del delitto, ovvero per aver orientato diversamente la leva del timone in sala macchine da manuale ad automatico, nel tentativo di addossare l'intera responsabilità della vicenda al comando del Moby Prince.
Nel corso di una udienza, Ciro Di Lauro confessò di aver manomesso il timone. Il pretore di Livorno però assolse entrambi gli imputati perché si sarebbe trattato di un «falso grossolano», ossia di un tentativo inidoneo a trarre in errore i consulenti tecnici e i periti: il fatto fu così qualificato come «reato impossibile». La sentenza verrà confermata sia dal processo di appello sia in Cassazione.

### Verso un terzo processo
Nel 2006 la Procura di Livorno, su richiesta dei figli del comandante Chessa, decise di riaprire un'inchiesta sul disastro del traghetto (RGNR 9726/2006 mod. 44).
Nel 2009 l'associazione dei familiari delle vittime presieduta dai fratelli Chessa, in una lettera indirizzata al Presidente della Repubblica Giorgio Napolitano, chiede a questi di farsi portavoce presso il Presidente degli Stati Uniti Barack Obama della richiesta di rendere pubblici i tracciati radar, le immagini satellitari o qualsiasi altro materiale in possesso delle autorità statunitensi relativo alla situazione nella rada del porto di Livorno durante le ore del disastro del Moby Prince.
Nell'aprile 2009, l'onorevole Ermete Realacci ha presentato una nuova interrogazione parlamentare riguardo al coinvolgimento di altre navi, in particolar modo imbarcazioni militari statunitensi presenti la notte della tragedia nel porto di Livorno e riguardo alla presenza mai accertata definitivamente dei tracciati radar e delle comunicazioni radio registrate a Camp Darby.
L'istanza di riapertura delle indagini per appurare le reali responsabilità, con motivazioni non condivise da tutti i familiari delle vittime, è stata presentata dal legale dei figli del Comandante Chessa nel 2006.
Con maggiore attenzione era stato chiesto di occuparsi della questione del traffico illecito di armi e della presenza di navi militari o comunque navi al di fuori del controllo della Capitaneria di Porto, che possano essere causa o una delle concause del disastro.
Nel 2006, l'ipotesi di trovare immagini satellitari della sciagura prese di nuovo corpo dopo il ritrovamento di alcune bobine di immagini negli uffici della Procura di Livorno.
Nel giugno del 2009, a seguito delle indagini riaperte dalla procura, viene sentito nuovamente come persona informata sui fatti il mozzo di bordo Alessio Bertrand, unico sopravvissuto al rogo.
Nel luglio del 2009, su richiesta della magistratura, sono state eseguite scandagliature della zona di porto in cui è avvenuto lo scontro, e stando alle prime indiscrezioni, sarebbero emersi alcuni reperti utili alle indagini.
Il 5 maggio 2010 il PM Antonio Giaconi presenta richiesta di archiviazione, accolta dal GIP di Livorno. Secondo la procura labronica, le ricostruzioni prospettate dai Chessa non troverebbero alcun riscontro nelle risultanze probatorie acquisite. A pagina 140 della richiesta di archiviazione si legge inoltre:
1) il traghetto Moby Prince è uscito dal porto di Livorno con destinazione Olbia impostando la velocità massima di crociera (o prossima alla massima) secondo prassi, nella convinzione del comando nave di trovarsi in condizioni di assoluta normalità dal punto di vista meteo marino e quindi anche della visibilità e perciò nella errata convinzione di conoscere e poter controllare otticamente la situazione delle navi alla fonda nella zona della rada e in particolare di quelle che si trovavano in prossimità della rotta più diretta per Olbia;
2) la apparente normalità delle condizioni creava il tipico meccanismo psicologico di allentamento della attenzione nel personale di plancia e nel resto dell'equipaggio, clamorosamente esplicitato, in particolare, dalle condizioni con le quali la nave Moby Prince veniva fatta viaggiare, avendo il portellone prodiero di seconda difesa - prescritto dalla normativa MARPOL 73-78 - ANNEX 1 - aperto (cfr. da ultimo la relazione di consulenza tecnica depositata dall'ing. Gennaro il 17 novembre 2009) e dell'impianto sprinkler (antincendio) non funzionante, in quanto disabilitato;
3) improvvisamente la nave entrava in un banco di nebbia (v., da ultimo: le dichiarazioni di Mattei e Valli - gli ormeggiatori che hanno salvato la vita all'unico superstite del Moby Prince - al P.M. il 23.11.2009, quelle di Muzio - pilota del porto che uscì la notte della tragedia - rese al P.M.l'8/11/2009, e ancora le dichiarazioni dell'unico superstite del Moby Prince, Bertrand, nuovamente sentito dal P.M. il 9 giugno 2009, e quelle di Rolal in sede di nuovo interrogatorio il 5 giugno 2009), che coglieva totalmente impreparata la plancia del traghetto in quanto non visibile otticamente, tenuto conto del buio della notte e della collocazione del banco stesso che si trovava basso sull'orizzonte verso il largo rispetto alla direzione del traghetto in modo da non costituire ostacolo né per l'osservazione delle luci della costa né per quella delle stelle;
4) la plancia del Moby Prince, presa alla sprovvista e con la nave ormai lanciata alla velocità di crociera, provvedeva incautamente ad accendere i fari collocati a prua della nave - c.d. cercanaufraghi - (prima spenti: v. dichiarazione del pilota Muzio sopra richiamate, e che aveva poco prima incrociato il Moby Prince conducendo una nave all'interno del porto) nella speranza di migliorare la visibilità sullo specchio di mare davanti a sé, ma in realtà peggiorando le condizioni di visibilità;
5) l'urto con l'Agip Abruzzo, ferma all'ancora con prua orientata su 300° circa (v. da ultimo sul punto la relazione di consulenza tecnica del P.M. dell'ing. Rosati e dott. borsa depositata il 17 giugno 2009 che riassume il complesso degli elementi che consentono con certezza tale ricostruzione dell'orientamento della nave) avveniva poco dopo interessando la fiancata di destra con un angolo calcolato di circa 71° prora - poppa (109° prora - prora), navigando il Moby Prince con direzione di circa 191° a una velocità di circa 18 nodi. Come è stato spiegato dal C.T. ing. Gennaro, la collisione ha avuto caratteristiche fondamentalmente anelastiche, "nel senso che tutta l'energia cinetica disponibile da parte del M.P. al momento della collisione con l'Agip Abruzzo si è tramutata in lavoro di lacerazione, deformazione, riscaldamento, rumore e scintille" (par. 19 della relazione);
6) pressoché immediatamente si incendiava il greggio della cisterna 7 di destra della petroliera, dentro la quale era penetrata la prua del Moby Prince. Infatti la penetrazione della prua del Moby Prince nella cisterna sollevava dinamicamente il livello del carico (5,71 metri sul livello del mare: v. rel. Gennaro) e conseguentemente parte del carico si riversava sulla parte prodiera del ponte di coperta (ponte prodiero di manovra) elevato di circa 7,8 metri sulla superficie del mare, incendiandosi;
7) l'apertura della porta stagna prodiera e l'impianto di ventilazione in funzione agevolano decisamente l'ingresso di greggio e vapori nei garage e nei locali interni del Moby Prince, cominciando a divampare il fuoco su tutta la parte prodiera del traghetto coinvolgendo il personale di plancia e progressivamente le restanti parti e locali della nave;
Una causa della tragedia - anche se è doloroso affermarlo - è dunque individuabile in una condotta gravemente colposa, in termini di imprudenza e negligenza, della plancia del Moby Prince. La ricostruzione della dinamica dell'evento può apparire - come più volte sottolineato - banale nella sua semplicità, e dunque non accettabile emotivamente, prima che razionalmente, soprattutto in considerazione dell'enorme portata delle conseguenze che ne sono derivate in termini di vite umane. Occorre tornare al quesito di base: comprendere fino in fondo come sia possibile che personale di bordo ritenuto preparato, al comando di una nave dotata degli impianti per la sicurezza della navigazione secondo le regole in vigore all'epoca, possa avere così gravemente errato nella conduzione della nave; e come sia possibile che una collisione con una petroliera alla fonda, avvenuta a così poca distanza dal porto di Livorno abbia potuto avere così tragiche conseguenze...»

### La Commissione parlamentare d'inchiesta

#### Antefatto
Dal 5 maggio 2013 ha preso avvio una campagna permanente per sostenere la lotta civile dei familiari delle vittime del Moby Prince per ottenere verità e giustizia. La campagna, chiamata #IoSono141 e ispirata al Movimento Yo Soy 132, è sostenuta dalle associazioni familiari delle vittime del Moby Prince e mira soprattutto a creare una forte spinta popolare di sostegno alla creazione di una Commissione parlamentare d'inchiesta sul Moby Prince. Giova peraltro ricordare che già tra il giugno 1996 e il novembre 1997 diversi parlamentari dei vari gruppi politici ne proposero a più riprese l'istituzione sia alla Camera che al Senato, ma senza ottenere successo.

#### Creazione della Commissione
Il 31 gennaio 2014, a seguito di un incontro a Sassari tra i familiari delle vittime del Moby e l'allora ministro della Giustizia Annamaria Cancellieri, viene consegnata a quest'ultima una sintesi di un dossier tecnico di 4000 pagine: tale dossier, frutto del lavoro condotto negli ultimi anni dallo studio di ingegneria forense Bardazza di Milano su richiesta degli stessi familiari delle vittime, è teso a sconfessare punto per punto le motivazioni alla base delle conclusioni addotte dalla Procura di Livorno nel maggio del 2010 in merito alla richiesta di archiviazione dell'inchiesta-bis.
Il 27 marzo 2014 sono stati depositati in Senato due disegni di legge, da parte dei partiti Movimento 5 Stelle e Sinistra Ecologia Libertà, per l'istituzione della Commissione parlamentare d'inchiesta per fare luce sulla vicenda, accogliendo la richiesta dei parenti delle vittime. A questi segue poi un terzo disegno di legge analogo, presentato questa volta dal Partito Democratico il 14 luglio: in questo caso il testo proposto dai senatori democratici viene considerato insoddisfacente sia dai familiari delle vittime che dai loro periti in quanto, a differenza degli altri due, si mira a ottenere una Commissione d'inchiesta limitata sia temporalmente che dal punto di vista del budget di cui la stessa potrà disporre, nonché monocamerale (anziché bicamerale, come fortemente voluto dai familiari delle vittime) e, pertanto, soggetta al rischio di decadere nel caso di interruzione anticipata della legislatura.
Il 9 aprile 2015, proprio alla vigilia del 24º anniversario della tragedia, col via libera all'unanimità in commissione Lavori Pubblici del Senato viene mosso il primo decisivo passo all'istituzione della Commissione d'inchiesta, sulla cui approvazione definitiva è dunque atteso il pronunciamento dell'Aula. La calendarizzazione del voto in Senato non avviene tuttavia nell'immediato, venendo anzi rimandata di svariati mesi, mesi durante i quali, in risposta a tale nuovo silenzio delle Istituzioni, Loris Rispoli e Angelo Chessa, in qualità di rappresentanti delle rispettive associazioni dei familiari, lanciano il loro appello al Presidente del Senato Pietro Grasso affinché proceda all'immediata calendarizzazione del testo: l'appello viene raccolto e diffuso in maniera incessante sui social network, in particolare per mezzo della pagina Twitter ufficiale dedicata al Moby Prince, allo scopo di coinvolgere quante più persone possibili che contribuiscano a fare pressione sullo stesso Presidente Grasso, a cui vengono inviate centinaia di email in sostegno alla richiesta dei due familiari.
Trascorsi oltre tre mesi, il 4 luglio prima e il 15 luglio poi, viene avanzata da parte del M5S e di SEL la richiesta di calendarizzazione d'urgenza del testo votato all'unanimità in commissione il 9 aprile, richiesta su cui l'assemblea di Palazzo Madama si pronuncia tuttavia in entrambi i casi con voto contrario, suscitando rabbia e indignazione tra i parenti delle vittime. Finalmente viene fissata al 22 luglio la votazione del testo: al termine delle dichiarazioni di voto di alcuni esponenti di tutti i gruppi politici, il Senato si esprime all'unanimità sull'istituzione della Commissione parlamentare d'inchiesta sul Moby Prince e Luchino Chessa dice al riguardo:

#### Relazione finale
Il 22 gennaio 2018 la Commissione parlamentare d'inchiesta pubblica la relazione finale di 492 pagine. Queste le principali conclusioni della relazione:
- La tragedia non è affatto riconducibile alla presenza di nebbia e/o alla negligenza dell'equipaggio del traghetto
- La nebbia è stata immotivatamente utilizzata come giustificazione del caos dei soccorsi coordinati dalla Capitaneria di porto, allora comandata dall'ammiraglio Sergio Albanese
- L'indagine della Procura di Livorno nel processo di primo grado si è rivelata carente e condizionata da fattori esterni
- L'accordo assicurativo siglato due mesi dopo l'incidente tra gli armatori delle due navi coinvolte ha condizionato l'operato dell'Autorità giudiziaria, a dimostrazione di ciò, a seguito di tale accordo, l'Agip Abruzzo è stata dissequestrata prima della definizione della fase processuale di primo grado, impedendo ogni ulteriore approfondimento. L'accordo prevedeva che la società Eni si assumesse i costi relativi ai danni alla petroliera e di inquinamento e la società NAVARMA i costi di risarcimento delle vittime del traghetto, chiudendo, di fatto, ogni possibile ipotesi di responsabilità
- Pur essendo la Moby Prince sotto sequestro, era comodamente accessibile a chiunque
- L'indagine medico-legale è stata eseguita in maniera lacunosa, concentrandosi sul riconoscimento delle vittime, senza appurare le cause della morte di ciascuna vittima
- L'Agip Abruzzo, al contrario di quanto riportato in fase di indagine processuale, si trovava in zona di divieto di ancoraggio. L'errore di posizionamento durante le indagini ha portato a escludere ogni responsabilità al comando della petroliera
- La Moby Prince ha subìto, per cause non chiare, un'alterazione nella rotta di navigazione che potrebbe aver influito sulle cause dell'impatto
- La morte dei passeggeri e dell'equipaggio non è avvenuta per tutti entro trenta minuti, come invece riportato negli atti processuali
- La Capitaneria di porto non aveva gli strumenti necessari per individuare la seconda nave, la Moby Prince, sebbene la responsabilità dei soccorsi fosse a suo carico, rivelandosi carente nella gestione della gravità della situazione e del tutto incapace di coordinare un'azione di soccorso
- Il procedimento penale a carico di Ciro Di Lauro per la tentata manomissione del timone non ha chiarito le motivazioni del gesto
- Il comportamento di ENI si è rivelato non chiaro a partire dalla comunicazione sulla provenienza della petroliera. L'Agip Abruzzo proveniva infatti da Genova e non da Sidi El Kedir (Egitto), come dichiarato, di conseguenza anche le dimensioni e la tipologia del carico potevano essere differenti da quanto dichiarato. La cisterna trovata aperta dopo l'incidente poteva quindi ipoteticamente contenere materiale in trasferimento su una bettolina.

### La seconda commissione parlamentare d'inchiesta

#### Istituzione
Una seconda commissione parlamentare d'inchiesta è stata istituita durante la XVIII legislatura, con delibera della Camera dei deputati del 12 maggio 2021. La Commissione aveva, tra gli altri, il compito di  «ricercare e valutare nuovi elementi che possano integrare le conoscenze sulle cause e sulle circostanze del disastro» acquisite dalla prima commissione parlamentare, di «accertare eventuali responsabilità in ordine ai fatti» e di accertare con la massima precisione «le comunicazioni radio intercorse tra soggetti pubblici e privati nelle giornate del 10 e 11 aprile 1991, i tracciati radar e le rilevazioni satellitari».

#### La perizia del RIS
La Commissione parlamentare d’inchiesta sulle cause del disastro della nave ha affidato al Reparto investigazioni scientifiche dei Carabinieri una perizia per accertare se a bordo della Moby Prince vi fosse o meno dell'esplosivo. L'analisi è stata svolta dal colonnello dei carabinieri Adolfo Gregori, comandante della sezione chimica del Reparto, e ha condotto all'affermazione secondo cui non c’era esplosivo nel locale motore dell’elica di prua e nel garage sovrastante all’interno del traghetto.

#### Relazione finale
Secondo la relazione della Commissione, approvata il 15 settembre 2022, nel disastro sarebbe stata coinvolta una terza nave, che avrebbe ostacolato il percorso del Moby Prince, costringendolo ad una brusca ed imprevista virata (di circa 30°) e portandolo a colpire la petroliera. Secondo l’inchiesta, quest’ultima sarebbe stata ancorata in posizione irregolare (posizione individuata tramite foto satellitari statunitensi desecretate nel 2018), era avvolta in una nube di vapore acqueo dovuta alla probabile avaria dei sistemi idraulici e pochi minuti prima era stata colpita da un blackout che la rendeva di fatto invisibile. La dimostrazione di quest’ultima ricostruzione viene dagli ingegneri della società genovese Cetena, che hanno analizzato tutti i dati in possesso della Commissione, le condizioni meteo della giornata e le posizioni delle navi davanti a Livorno. Queste informazioni però non identificano la nave che avrebbe costretto la Moby Prince alla virata; s'ipotizza che sia l’ex peschereccio d’altura 21 Oktoobar II, con bandiera somala e di proprietà della Shifco di Mogadiscio. Questa imbarcazione venne trasformata in cargo e apparve anche in un’indagine sul trasporto illegale di armi da guerra. La Commissione ha verificato che questa nave era a Livorno il giorno del disastro.
La relazione esclude inoltre l'ipotesi dell'avaria a bordo del traghetto: «Il sistema delle eliche era in piena efficienza al momento della collisione, non vi era alcuna avaria né malfunzionamento ai sistemi della Moby Prince». Secondo il presidente della Commissione, Andrea Romano «l'ipotesi di una bomba esplosa a bordo del Moby Prince, insieme a quella della nebbia o della distrazione del comando del traghetto durante la navigazione, hanno contribuito a creare confusione su ciò che è realmente accaduto la notte del 10 aprile 1991» ed «Eni, che è una grandissima società ed è un vanto nazionale, forse sapeva che Agip Abruzzo si trovava dove non doveva essere, forse sapeva anche del black out o del vapore e perfino che forse era coinvolta in attività di bunkeraggio clandestino: noi abbiamo chiesto i materiali delle inchieste interne ma non li abbiamo avuti. Spero che chi lo farà in futuro sia più fortunato di noi».
Il 25 Febbraio 2025, La Dda di Firenze ha chiesto al gip l'archiviazione dell'inchiesta sul disastro.

## Controversie e altre ipotesi

### L'ipotesi dell'attentato
Al vaglio della magistratura passò anche l'ipotesi di un ordigno collocato all'interno del traghetto, che sarebbe stato quindi mandato fuori rotta dall'esplosione.
Tale ipotesi, inizialmente molto accreditata, venne definitivamente scartata, durante lo svolgimento del processo, grazie a perizie e testimonianze, in particolare quella dell'unico superstite, che in sede processuale ribadì che a bordo non vi fu alcuna esplosione ma che dopo la collisione sia il traghetto che il mare intorno ad esso si incendiarono a causa del petrolio fuoriuscito dall'Agip Abruzzo.

### Il traffico in rada
L'ipotesi che si potessero trovare immagini e dati sullo scontro tra le due imbarcazioni negli archivi satellitari statunitensi e in quelli delle basi NATO ebbe per qualche tempo una certa risonanza, ma fu successivamente categoricamente smentita.
La presenza di bettoline, magari impegnate nel furto di idrocarburi dalla Agip Abruzzo, è stata discussa nell'ambito della tesi secondo cui un'imbarcazione estranea tagliò la strada al traghetto, ma non è mai stata confermata.
Il comandante della petroliera, nei messaggi iniziali inviati ai soccorritori, indicò più volte in una bettolina la nave coinvolta nello scontro, inconsapevole di cosa era accaduto davvero, cioè del fatto che lo scontro era avvenuto con il Moby Prince.
I primi messaggi radio del comandante della Agip Abruzzo potrebbero essere attribuiti alla concitazione del momento e alla scarsa visibilità provocata dal fumo dell'incendio. Del resto alcuni marinai della Agip Abruzzo dichiararono di avere intravisto la sagoma della nave investitrice tra il fumo e le fiamme nei minuti successivi all'incidente, ma solo alcuni di loro riconobbero in essa un traghetto.
A sostegno della tesi della presenza di almeno una bettolina a complicare la situazione sono essenzialmente tre elementi:
- la constatazione, alcuni giorni dopo l'incidente, che la cisterna 6 della Agip Abruzzo non era correttamente sigillata[81],
- il rinvenimento di un tubo semi carbonizzato idoneo al rifornimento di una nave di piccole dimensioni,
- la seguente annotazione delle ore 23:30 circa nel diario di bordo del capitano della "Efdim Junior":

Contro l'ipotesi della bettolina incidono pesantemente le testimonianze verbalizzate durante il processo, rilasciate da più persone, tra cui l'avvisatore marittimo Romeo Ricci e il pilota di porto Federico Sgherri oltre a molti altri ufficiali dell'Agip Abruzzo e ormeggiatori del porto.
Riguardo a quali navi erano presenti nel porto quella sera e a dove esse si trovavano, almeno due mercantili statunitensi, presumibilmente la Cape Breton e la Gallant II, compaiono alla fonda assieme alla Agip Abruzzo in una fotografia scattata dal lungomare di Livorno durante il pomeriggio antecedente la tragedia.
Sempre il capitano Gentile chiarisce, nella sua testimonianza, la posizione di alcune delle navi in rada poco dopo il disastro:
Vi era inoltre da valutare il ruolo della famosa nave Theresa, menzionata in una misteriosa traccia audio, registrata alle 22,45 della notte dello scontro:
 (registrazione audio proveniente da "Theresa")
Nei registri del porto di Livorno di quella notte non risulta essere mai stata presente una nave chiamata Theresa; solo nel 2013, confrontando le voci presenti nelle comunicazioni, si riuscì a capire che si trattava di un nome in codice usato dalla Gallant II. Non si chiarì mai, invece, a chi tale nave comunicò l'imminente abbandono (the ship one, altro nome in codice) del porto in tutta fretta.

### Anomalie nella ricostruzione dei fatti
Un'ulteriore anomalia è data dalla circostanza secondo cui il traghetto, anche se contabilizzato, nel bilancio dello stesso 1991, per un valore pari a circa 7 miliardi di lire, era assicurato per 20 miliardi, somma liquidata da Unione Mediterranea di Sicurtà (poi Generali) nel febbraio 1992, quando le indagini preliminari non si erano ancora concluse.
Un altro elemento molto controverso riguarda la navigazione della petroliera: secondo Snam, la Agip Abruzzo sarebbe giunta a Livorno direttamente da Sidi El Kedir, in Egitto, dopo 5 giorni di viaggio, mentre il sistema di controllo della Lloyd List Intelligence evidenzia che, prima di attraccare nello scalo toscano, la petroliera avrebbe effettuato soste a Fiumicino e a Genova. La relazione finale della Commissione parlamentare conferma che l'ultimo scalo dell'Agip Abruzzo era stato a Genova e non in Egitto.

## La questione delle navi militari e somale
Un punto mai chiarito, a causa dello stretto riserbo da parte delle autorità italiane e statunitensi in merito, è quello della presenza in rada (all'interno cioè della zona di porto teatro della sciagura) di navi militari statunitensi o di altre nazioni e delle loro eventuali attività, una delle quali potrebbe aver interferito con la manovra del traghetto.
Appurato da verbali e registri che molte navi statunitensi transitavano e sostavano nel Porto di Livorno nella notte dell'incidente, esistono alcune zone d'ombra mai chiarite, in merito a un'eventuale responsabilità di queste ultime o dei loro carichi nella dinamica dello scontro.
Diversi testimoni (civili e marittimi) riferirono tra l’altro di aver visto navi in rada senza luci accese, comportamento anomalo per motivi di sicurezza.
La vicinanza della base statunitense di Camp Darby di fatto rendeva frequente la presenza di navi statunitensi nel porto.
Nella notte in questione, molte navi militari erano ferme in rada sotto falso nome o con nomi di copertura, si presume eseguendo attività che non risultarono autorizzate dalla prefettura, come previsto dalla legge italiana.
Secondo alcune ipotesi, la dinamica dell'incidente si legherebbe ai traffici illeciti di armi e di rifiuti tossici tra Italia e Somalia. Tale ricostruzione si basa principalmente sulla circostanza secondo cui nel porto di Livorno si trovava ormeggiato, la sera stessa dell'incidente, il peschereccio 21 Oktoobar II, teoricamente destinato alla commercializzazione di prodotti ittici ma asseritamente adibito al trasporto illecito di armi tra La Spezia, Marina di Carrara, Livorno e Gaeta, reso possibile dalla complicità di alcuni funzionari. Questa nave, appartenente alla Somali High Seas Fishing Company (Shifco), era stata donata dall'Italia nell'ambito della cooperazione allo sviluppo; è stato quindi ipotizzato, sempre sostenendo che il Moby Prince sia stato ostacolato da una nave durante l'uscita dal porto, che essa fosse proprio il 21 Oktoobar II.
È stato appurato che alcuni tra i passeggeri radunati nel salone De Luxe del Moby Prince avevano con loro i propri bagagli, come se fossero pronti a sbarcare; a seguito di ciò l'associazione dei familiari delle vittime guidata dai figli del comandante Chessa ha sostenuto che egli, capendo che in zona erano in atto alcuni traffici poco trasparenti e ritenendo non sicuro proseguire il viaggio in tali condizioni, avrebbe deciso di riportare la nave ed i passeggeri in porto, venendo però ostacolato da una terza nave e finendo per impattare contro la Agip Abruzzo.
La nave 21 Oktoobar II e la Shifco divennero poi soggetti d'interesse dei giornalisti Ilaria Alpi e Miran Hrovatin nella loro inchiesta giornalistica sui traffici di armi e rifiuti, prima che venissero uccisi a Mogadiscio.

## Elenco delle vittime

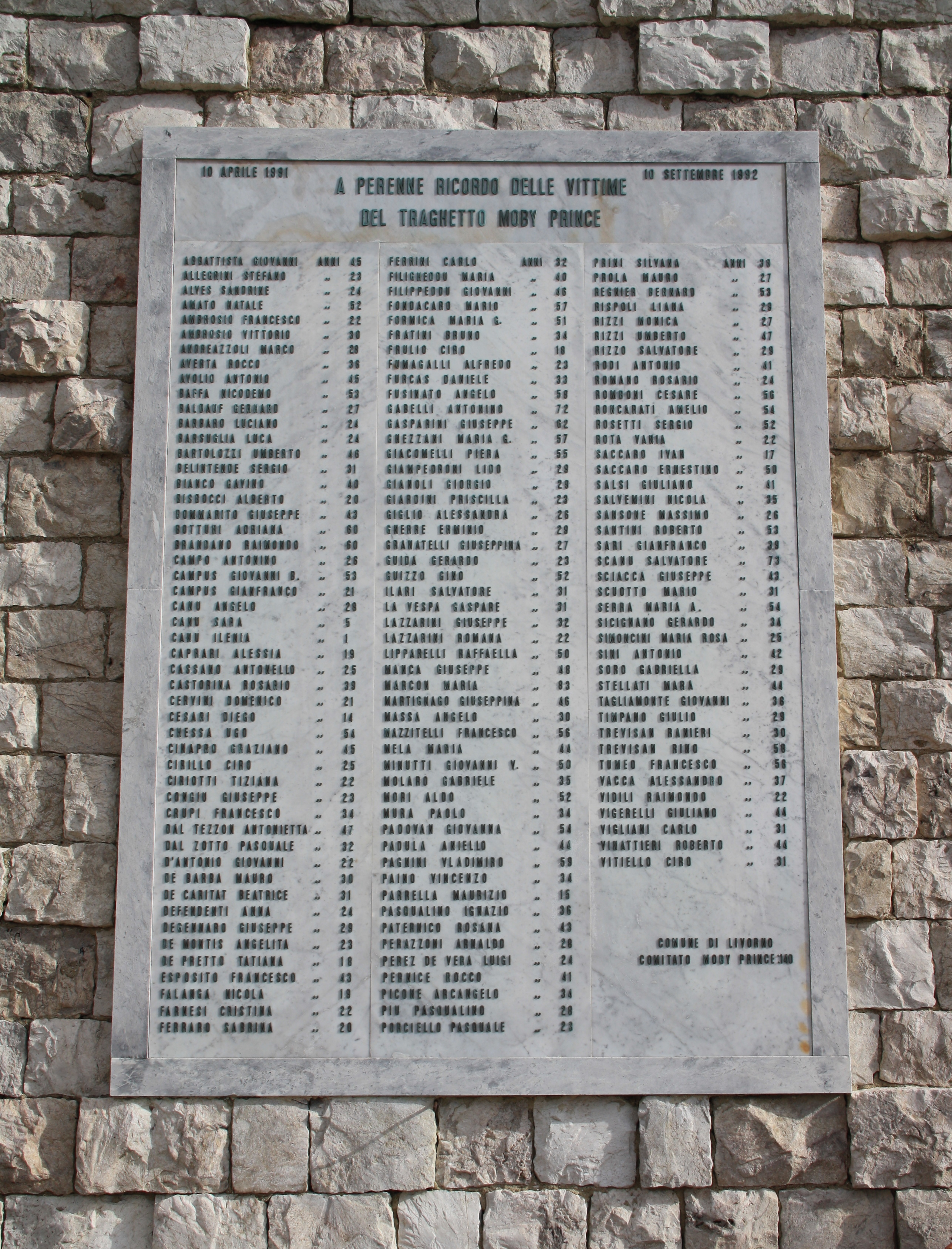
La lapide posta in memoria delle 140 vittime del disastro del Moby Prince

Il seguente elenco riporta i nomi e l'età delle vittime.
| - Abbattista Giovanni, 45, macchinista - Amato Natale, 52, motorista - Averta Mariano Rocco, 36, cameriere - Avolio Antonio, 45, ingrassatore - Baffa Nicodemo, 52, caporale macchinista - Barbaro Luciano, 24, cameriere - Bartolozzi Umberto, 48, commissario di bordo - Bianco Gavino, 40, cameriere - Bommarito Giuseppe, 43, cameriere - Campo Antonino, 26, marinaio - Campus Giovanni Battista, 53, ufficiale radiotelegrafista - Cassano Antonello, 25, allievo ufficiale di macchina - Castorina Rosario, 39, primo ufficiale di macchina - Cervini Domenico, 21, cassiere - Chessa Ugo, 54, comandante - Cinapro Graziano, 45 - Cirillo Ciro, 25, piccolo di camera - Ciriotti Tiziana, 22, piccola di camera/hostess assistente del commissario di bordo - Crupi Francesco, 34, cameriere - D'Antonio Giovanni, 22, giovanotto di coperta - De Gennaro Giuseppe, 29, garzone di cucina - De Pretto Tatiana, 18, cassiera - Esposito Francesco, 43, barista - Falanga Nicola, 19, garzone di cucina - Farnesi Cristina, 22, cassiera - Ferraro Sabrina, 20, commessa della boutique di bordo - Fondacaro Mario, 57, primo cuoco - Frulio Ciro, 18, piccolo di camera - Fumagalli Andrea Alfredo, 23, piccolo di camera - Giampedroni Lido, 29, secondo ufficiale - Giardini Priscilla, 23, cassiera - Guida Gerardo, 23, mozzo - Ilari Salvatore, 31, secondo ufficiale di macchina - La Vespa Gaspare, 31, terzo ufficiale di macchina - Manca Giuseppe, 48, motorista - Mazzitelli Francesco, 56, dispensiere - Massa Angelo, 30, marinaio - Mura Paolo, 34, medico di bordo - Padula Aniello, 44, marinaio timoniere - Paino Vincenzo, 34, garzone di camera - Parrella Maurizio, 15, piccolo di camera - Pasqualino Ignazio, 36, secondo cuoco - Perez De Vera Luigi, 24, garzone di camera - Pernice Rocco, 41, cameriere - Picone Arcangelo, 34, terzo ufficiale - Porciello Pasquale, 23, marinaio - Rispoli Liana, 29, commessa della boutique di bordo - Rizzo Salvatore, 29, elettricista - Rodi Antonio, 41, cameriere - Romano Rosario, 24, macchinista - Prola Mauro, 27, maître - Rosetti Sergio, 52, motorista - Rota Vania, 22, piccola di camera - Salvemini Nicola, 35, cameriere - Santini Roberto, 53, direttore di macchina - Sciacca Giuseppe, 53, primo ufficiale - Scuotto Mario, 31, marinaio - Sicignano Gerardo, 34, elettricista - Tagliamonte Giovanni, 36, marinaio - Timpano Giulio, 29, garzone di camera - Tumeo Francesco, 58, cameriere - Vigliani Carlo, 31, cameriere - Vitiello Ciro, 31, cameriere - Allegrini Stefano, 23 - Alves Sandrine, 24 - Ambrosio Francesco, 22 - Ambrosio Vittorio, 40 - Andreazzoli Marco, 28 - Baldauf Gerhard, 27 - Barsuglia Luca, 24 - Belintende Sergio, 31 - Bisbocci Alberto, 20 - Botturi Adriana, 60 - Brandano Raimondo, 60 - Campus Gianfranco, 21 - Canu Angelo, 28 - Canu Sara, 5 - Canu Ilenia, 1 - Caprari Alessia, 19 - Cesari Diego, 24 - Congiu Giuseppe, 23 - Dal Tezzon Antonietta, 47 - Dal Zotto Pasquale, 32 - De Barba Mauro, 30 - De Caritat Beatrice, 31 - Defendenti Anna, 24 - De Montis Angelita, 23 - Ferrini Carlo, 32 - Filigheddu Maria, 40 - Filippeddu Giovanni, 46 - Formica Maria Giovanna, 51 - Fratini Bruno, 34 - Furcas Daniele, 33 - Fusinato Angelo, 58 - Gabelli Antonino, 72 - Gasparini Giuseppe, 62 - Ghezzani Maria Giulia, 57 - Giacomelli Piera, 55 - Gianoli Giorgio, 29 - Giglio Alessandra, 26 - Gnerre Erminio, 29 - Granatelli Giuseppina 27 - Guizzo Gino, 52 - Lazzarini Giuseppe, 32 - Lazzarini Romana, 22 - Lipparelli Raffaella, 50 - Marcon Maria, 83 - Martignago Giuseppina, 46 - Mela Maria, 44 - Minutti Giovanni V., 50 - Molaro Gabriele, 35 - Mori Aldo, 52 - Padovan Giovanna, 54 - Pagnini Vladimiro, 59 - Paternicò Rosanna, 43 - Perazzoni Arnaldo, 28 - Piu Pasqualino, 28 - Prini Silvana, 38 - Regnier Bernard, 53 - Rizzi Monica, 27 - Rizzi Umberto, 47 - Romboni Cesare, 56 - Roncarati Amelio, 54 - Saccaro Ernesto, 50 - Saccaro Ivan, 17 - Salsi Giuliano, 41 - Sansone Massimo, 26 - Sari Gianfranco, 39 - Scanu Salvatore, 73 - Serra Maria Antonia, 54 - Simoncini Maria Rosa, 25 - Sini Antonio, 42 - Soro Gabriella, 29 - Stellati Mara, 44 - Trevisan Ranieri, 30 - Trevisan Rino, 58 - Vacca Alessandro, 37 - Vidili Raimondo, 22 - Vigerelli Giuliano, 44 - Vinattieri Roberto, 44 |

## Memoria
Alle vittime della sciagura, il comune di Livorno ha dedicato una piazza e diverse manifestazioni. Anche il comune di Molfetta, nel giugno 2022, ha intitolato una strada alle vittime dell'incidente. Il 3 settembre 2023 il Comune di Santa Sofia d'Epiro ha dedicato una via alle Vittime del Moby Prince e ha inaugurato un monumento alla memoria di Nicodemo Baffa. 
A Rosanna Paternicò è intitolata la "Biblioteca dei Ragazzi" di Pavia.
A Maria Mela è stata dedicata una via nel comune di Buddusò. 
Nel 2024 a Gioia Tauro è stata intitolata una piazza in onore di Carlo Vigliani. 
Nel 2025 a Torre del Greco è stata esposta una targhetta commemorativa con i nomi degli abitanti torresi coinvolti nella tragedia.

## Nell'arte
Nel 2006 è andato in scena lo spettacolo teatrale M/T Moby Prince, con la prima svoltasi al teatro Goldoni di Livorno.
Lo spettacolo, recitato da due attori, è composto in gran parte da spezzoni audio e video dei soccorsi e della tragedia e dagli atti processuali che hanno portato alle assoluzioni.
Nell'aprile 2012, in occasione del 21º anniversario, presso la Fortezza Vecchia di Livorno, è andato in scena lo spettacolo "1991 Il fatto non sussiste" della compagnia Effetto Collaterale. Un gruppo di attori e cittadini livornesi ha raccontato la vicenda intrecciando i propri ricordi di quella notte con gli atti processuali e le testimonianze dei familiari delle vittime.
Il 10 aprile 2012, il giorno del 21º anniversario, è stato presentato in anteprima a Livorno (Cinema 4 Mori) il film-documentario "Ventanni. Storia privata del Moby Prince" (Mediaxion, 2012) che racconta l'incontro di quattro familiari delle vittime (Loris Rispoli, Angelo Chessa, Giacomo Sini e Mauro Filippeddu) a vent'anni dalla strage che sconvolse le loro vite.
Il Comitato UNESCO Jazz Day Livorno che ogni anno coordina e promuove iniziative a sostegno del jazz per tutto il mese di aprile ("JAM Jazz Appreciation Month") con il patrocinio di CNI Commissione Nazionale Italiana per UNESCO in collaborazione con Comune di Livorno, non promuove alcuna iniziativa nella giornata del 10 in ricordo delle vittime del Moby Prince.